# Cooper County
Cooper County is een county in de Amerikaanse staat Missouri.
De county heeft een landoppervlakte van 1.463 km² en telt 16.670 inwoners (volkstelling 2000). De hoofdplaats is Boonville.